# Серия С банкнот Ирландии
Серия банкнот С (ирл. Nótaí bainc sraith C) республики Ирландия была последней серией банкнот перед введением евро; она заменила серию банкнот В. Серия введена в обращение в 1992 году и выведена из обращения в 2002 году.

## Банкноты
Центральный банк Ирландии в 1991 году провёл конкурс, в котором девять ирландских художников предложили свои варианты будущих банкнот. Были выбраны изображения Роберта Баллаха, и он разработал единый дизайн новой серии банкнот.
Темой для этой серии стали люди, которые способствовали формированию современной Ирландии — серия включала портреты политиков, писателей, религиозных деятелей.
Эти банкноты содержали несколько защитных мер против подделки, кроме того, они содержали признаки, по которым их распознавали слабовидящие и слепые; такие особенности ранее не присутствовали на банкнотах в Ирландии.

### Пять фунтов
Банкнота пять фунтов была впервые выпущена в апреле 1994 года, и последний раз в 2000 году. На аверсе банкноты была изображена Кэтрин Маколи, которая основала католическую монашескую конгрегацию «Сёстры Милосердия».
Оборотная сторона изображает трёх учеников в школе. Первая версия ирландской поэмы Mise Raifteirí an File автора Энтони Рафтери написана на школьной доске. За учениками на стене карта Европы.
Основными цветами банкноты стали коричневый и голубой. Размеры банкноты 120.0 × 64.0 миллиметров.

### Десять фунтов
Банкнота в 10 фунтов выпускалась с сентября 1993 по 2000 год. На банкноте изображён Джеймс Джойс; фоном выступают окрестности Дублина и Уиклоу, в частности Дублинский залив.
Дизайн оборотной стороны — особенности правительственного здания Таможенный дом, в Дублине, построенного архитектором и скульптором Эдвардом Смитом. Голова в центре банкноты является символом реки Лиффи. Фон банкноты — карта девятнадцатого столетия и роман Джеймса Джойса «Поминки по Финнегану».
Основной цвет банкноты зелёный. Её размеры — 128.0 × 68.0 миллиметров.

### Двадцать фунтов
Банкнота 20 фунтов выпускалась с ноября 1992 по 2000 год. На аверсе банкноты изображён портрет
Дэниэла О’Коннелла, он занимал должность лорд-мэра Дублина c 1841 по 1842 год; фон банкноты — Аббатство Дерринейн в графстве Керри.
На оборотной стороне рукопись 1845 года, под которой расположено здание Четырёх Судов
Основной цвет банкноты — фиолетовый. Размеры банкноты — 136.0 × 72.0 миллиметров.

### Пятьдесят фунтов
Банкнота пятьдесят фунтов выпускалась с ноября 1995 по 2001 год. На лицевой части банкноты изображён портрет Дугласа Хайда, первого президента Ирландии, фон банкноты — Дом президента, а в верхней части банкноты изображён Кубок Арды.
На оборотной стороне символ и печать Гэльской лиги. Фон банкноты — манускрипт шестнадцатого века, хранящийся в Ирландской королевской академии.
Основной цвет банкноты — голубой. Размеры банкноты — 144.0 × 76.0 миллиметров.

### Сто фунтов
Банкнота сто фунтов выпускалась с сентября 1996 по 2000 год. На лицевой части банкноты расположен портрет Чарльза Стюарта Парнелла; фоном банкноты стал Эйвондейл в Ратдраме, графстве Уиклоу.
На оборотной стороне банкноты изображён Монумент О’Коннелла, именем которого названа улица О’Коннелл-стрит в Дублине.
Основные цвета банкноты — красный и зелёный. Размеры банкноты — 152.0 × 80.0 миллиметров.